# Mimopterolophia multituberculata
Mimopterolophia multituberculata là một loài bọ cánh cứng trong họ Cerambycidae.